# 萊比錫歌劇院
萊比錫歌劇院（德語：Opernhaus Leipzig）是位於德國薩克森州城市萊比錫的一座歌劇院。萊比錫歌劇院始建於1693年，是歐洲歷史第三久的歌劇院。1943年12月3日，歌劇院在空襲中被毀。1956年，歌劇院開始重建。新的歌劇院在1960年完工。

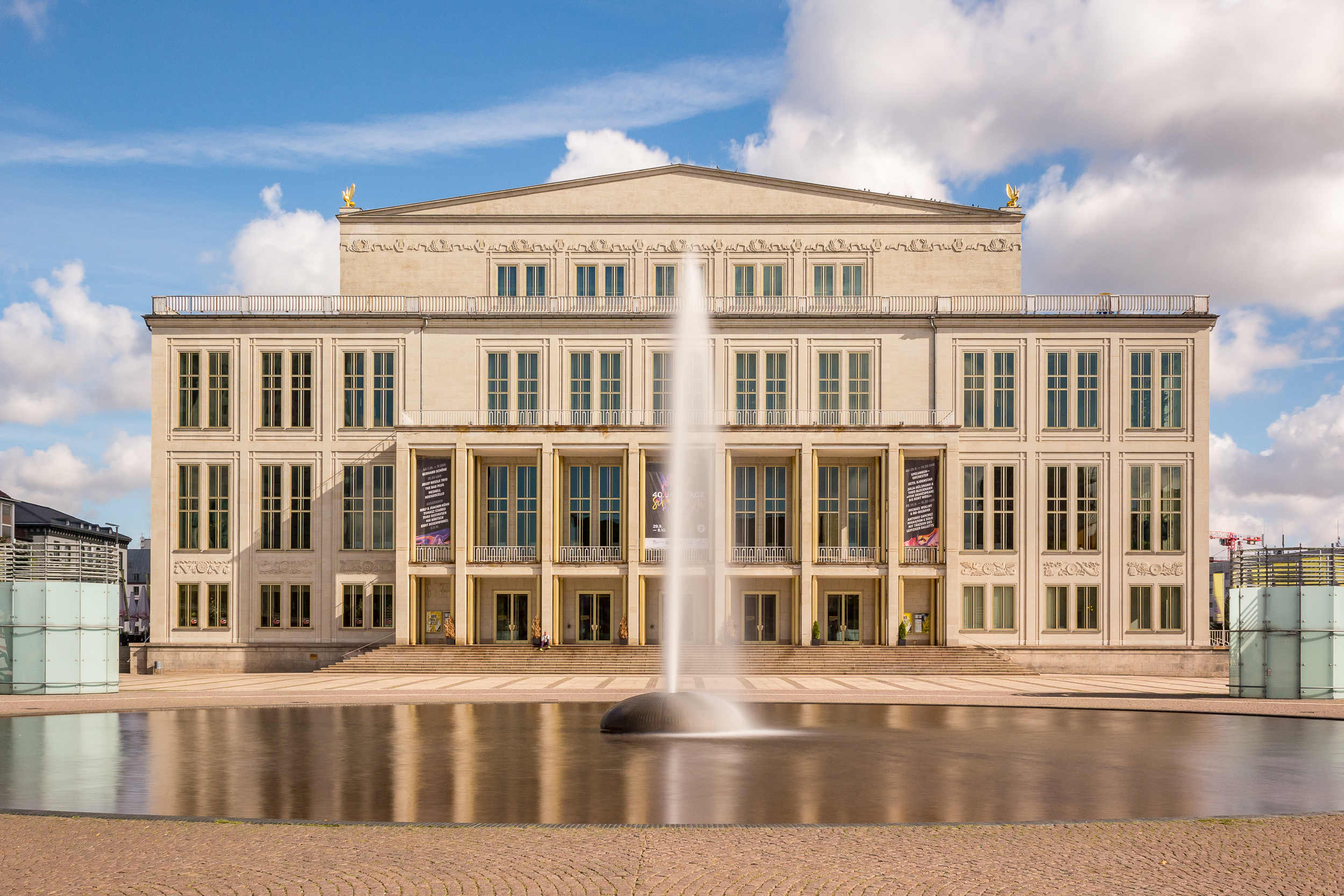
莱比锡歌剧院大楼的正面。

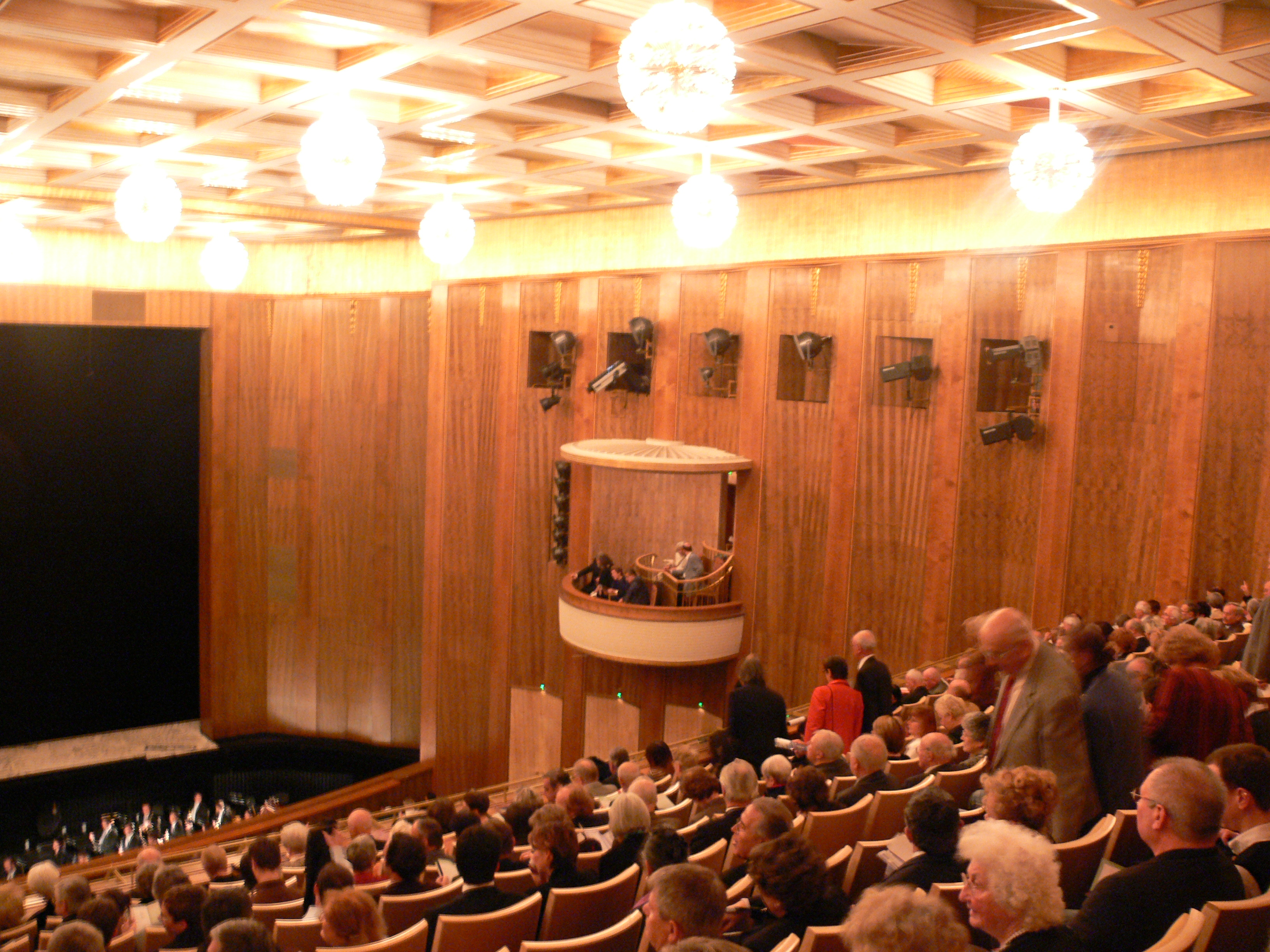
歌剧院内。

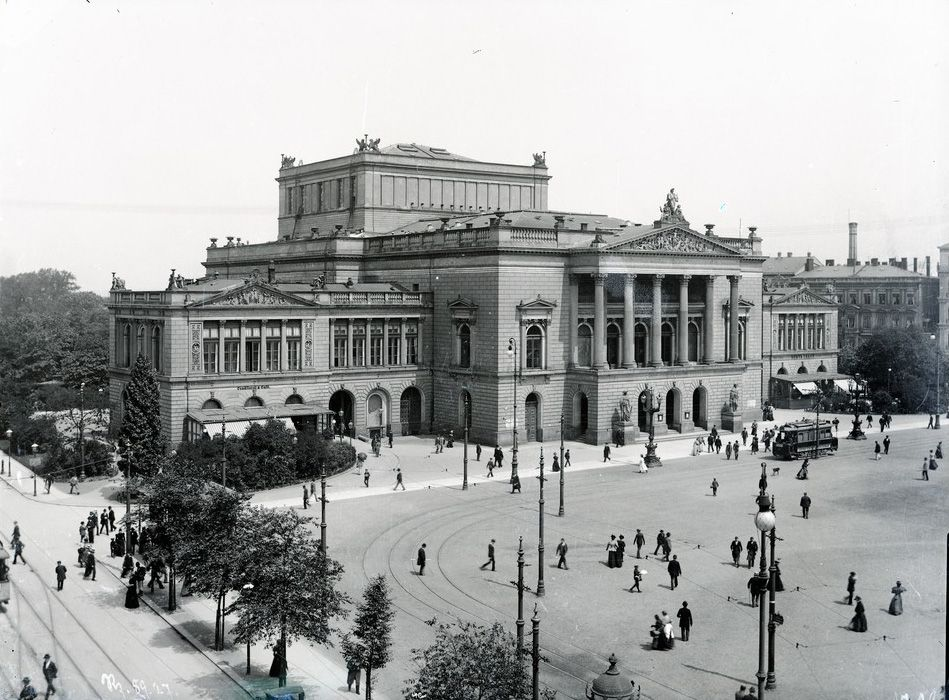
莱比锡歌剧院的前身是新剧院，在二战的空袭中被毁。

## 外部連結
- 官方网站 （德文） （英文）
- Interview with Damien Diaz, Principal Dancer under Uwe Scholz （英文）

51°20′25″N 12°22′53″E / 51.34028°N 12.38139°E